# Louis Dubertret
 (mars 2015).
Louis Dubertret, né le 18 juin 1943 à Douai (Nord), est un professeur agrégé de médecine spécialiste de dermatologie et de biologie cutanée.

## Biographie

### Formation
Louis Dubertret fait ses études secondaires à Douai et à Amiens. Il intègre ensuite la faculté de médecine de Paris. En 1965, il est externe des hôpitaux de Paris, élève de Maurice Tubiana en cancérologie et de Fred Siguier, spécialiste en médecine interne. 
En mai 1968, pour lutter contre les actions anarchistes du Comité d’Action des étudiants en médecine de Paris, il crée le Comité de Synthèse. Le travail de ce comité aboutit en juin 1968 à la publication du Livre blanc de la Réforme des études médicales. Ce document est présenté fin juin 1968 au Ministre de l'Éducation nationale, François-Xavier Ortoli. Certaines de ses propositions seront reprises par la Loi d’orientation proposée par Edgar Faure en novembre 1968.
En 1970, Louis Dubertret commence son internat et découvre l’importance des manifestations dermatologiques en médecine interne grâce aux professeurs Jean Hewitt et René Touraine. De 1972 à 1973, Louis Dubertret est attaché-assistant de pathologie expérimentale, à la faculté de médecine de Paris. Il rédige sa thèse de doctorat en médecine sur la physiopathologie du psoriasis et termine son internat en 1975.

### Activités hospitalo-universitaires
À la fin de son internat en 1975, il propose au Professeur René Touraine de créer au sein du service de dermatologie du CHU Henri-Mondor de Créteil un laboratoire de recherche en dermatologie. De 1975 à 1977, Louis Dubertret est attaché-chef de clinique et assistant de science fondamentale à la faculté de médecine de Créteil (Paris XII). En 1977, il devient chef de clinique et développe, en parallèle de son activité de soin, un apprentissage à la recherche.
De 1976 à 1977, Louis Dubertret crée un cycle d’enseignement sur la physiologie cutanée. En 1982, il devient professeur agrégé en dermatologie à Paris Ouest puis à Paris VII.
En 1981, Louis Dubertret obtient le poste d’attaché des hôpitaux et assistant de sciences fondamentales à la faculté de médecine de Créteil (Paris XII). Il devient l’année suivante médecin des hôpitaux de Paris.
De 1989 à 2009, il est chef du service de dermatologie  de l'Hôpital Saint-Louis, centre de référence national dans cette spécialité.
De 1987 à 1991, il est membre du Conseil national des universités. En 1993, il devient directeur du DEA national de biologie et pharmacologie cutanées à l’école doctorale B2T. De 1995 à 2005, il est responsable de l’enseignement post-universitaire de dermatologie aux Entretiens de Bichat.
En septembre 2012, ses fonctions universitaires se terminent et il devient professeur émérite.

## Apports médicaux

### Offre de soins - Éducation thérapeutique
En tant que chef de service à l’hôpital Saint-Louis, Louis Dubertret structure l’activité de consultation en adjoignant aux consultations polyvalentes et à la permanence d’accès aux soins de santé (PASS) des consultations thématisées destinées à réunir une expertise spécifique sur chaque groupe de maladies. Dans son service, la dermatologie est subdivisée en consultations thématisées : il existe une consultation pour le psoriasis, une pour les mélanomes, une pour les maladies génétiques rares de la peau, une pour les allergies de contact, une pour la photobiologie, une pour la photodermatologie, etc. Ces consultations permettent de mettre une expertise spécifique au service des besoins du patient et de développer la recherche clinique, thérapeutique et biologique.
Louis Dubertret formalise en 1995 une nouvelle technique médicale destinée à la prise en charge des maladies chroniques. Cette technique se développe en quatre temps : questionnement, explication, négociation, prescription. Elle permet une prise en charge globale des patients, indépendante des capacités d’empathie du médecin. Depuis cette date, la médecine centrée sur le patient fait l’objet de nombreuses publications et d’exposés lors de congrès,.

### Centre de santé Sabouraud
En 1993, Louis Dubertret crée avec Édouard Couty et le Dr Pascal Reygagne le centre de santé Sabouraud à l'hôpital Saint-Louis à Paris. Ce centre est une structure de droit privé accueillie dans un hôpital public dont Louis Dubertret est le président. Le Centre de santé Sabouraud, spécialisé dans la peau et les cheveux, accueille environ 2 000 patients par mois.

## Apports scientifiques

### Inflammation cutanée et psoriasis
L’équipe de Louis Dubertret met au point des méthodes d’étude de l’inflammation cutanée in vitro et in vivo. Il développe d'abord de nouvelles méthodes d'histologie permettant d'étudier de nouvelles fonctions des cellules inflammatoires  dans la peau. Puis, il optimise la technique des « bulles de succion » et des « chambres cutanées ». Cela lui permet d’étudier in vivo chez l’homme de façon cinétique et quantitative les évènements moléculaires et cellulaires impliqués dans les réactions inflammatoires, en particulier dans le psoriasis et dans les réactions allergiques,.
Cette approche quantitative et dynamique de l’inflammation in vivo chez l’être humain a contribué à mieux comprendre le psoriasis. Dans le domaine de la recherche thérapeutique, Louis Dubertret coordonne plusieurs études multicentriques d’évaluation des médicaments anti-psoriasiques. 
La Fondation René Touraine initie, en collaboration avec onze pays européens, le Psoriasis International Network, un réseau destiné à développer la recherche clinique et thérapeutique pour les patients souffrant de psoriasis.

### Photobiologie
En 1977, Louis Dubertret se voit confier par Raymond Latarjet le développement de la recherche française sur une famille de médicaments activés par la lumière : les psoralènes. Dans le cadre de cette action, il coordonne des activités de recherches appliquées de six laboratoires de recherche fondamentale en photobiologie pour inventer de nouvelles molécules photoactives.
À ce titre, il est responsable de la Recherche coopérative sur programme CNRS 08572 : « Groupe d’études des furocoumarines et des molécules photoactives » ainsi que du Pôle recherche clinique INSERM. 
Ces travaux sont récompensés par le Prix Galien en 1989, attribué pour la première fois à un laboratoire public.
Louis Dubertret est également élu président de la Société française de photobiologie en 1987. La même année, il est nommé expert auprès du Ministère de la santé en ce qui concerne le soleil et la peau.

### Organogénèsein vitro
Ses travaux de pharmacologie amènent Louis Dubertret à s’intéresser à la question de la prédictivité des expériences biologiques. Avec son équipe il démontre que le comportement cellulaire est très différent in vivo et in vitro. Il s’attache alors à reconstruire in vitro l’environnement cellulaire rencontré in vivo ce qui l’amène à développer avec Eugène Bell du MIT le concept d’organogénèse in vitro et à développer des modèles de peau humaine, comportant à la fois le derme et l'épiderme avec des cellules normales ou pathologiques,.
En 1983, grâce à cette technique, les premières greffes mondiales de peau humaine complètement reconstruite (derme et épiderme) sont réalisées sur 16 patients brûlés ou souffrant de malformations cutanées géantes. 
Fort de ces réussites, le laboratoire devient en 1987 l’unité de recherche Inserm 312 « Pharmacologie cutanée : aspects physiopathologiques et thérapeutiques ». 
Ce travail a été reconnu par le Grand Prix Claude-Bernard de la Ville de Paris remis par Jacques Chirac en 1988 ainsi que par la Médaille Vermeil de la ville de Paris.
De 1993 à 1996, il développe l’Institut de recherche sur la peau à l'hôpital Saint-Louis avec l’aide de subventions publiques et de dons privés, en particulier ceux de Chanel et L'Oréal. Louis Dubertret dirige l’institut jusqu’en 2009.

### Collaboration université/industrie
Réalisée au sein de l'Hôpital Saint-Louis, la création du laboratoire de recherches biocliniques par Louis Dubertret s'inscrit dans un contexte de développement des collaborations publiques/privées. Avec les équipes de recherche de L'Oréal, ce laboratoire travaille à une meilleure compréhension des réactions de la peau saine aux agressions de l'environnement et notamment sur les processus moléculaires du vieillissement cutané.
En 2008, ce laboratoire est devenu le centre de recherche L'Oréal.

## Engagements en faveur d’actions scientifiques et médicales internationales
En 1991 Louis Dubertret crée la Fondation René Touraine, reconnue d’utilité publique, qui a pour objectif de développer des actions de partenariat entre les acteurs du progrès thérapeutique pour améliorer la qualité des soins en dermatologie dans le monde entier.
La Fondation encourage les collaborations internationales à travers l’attribution de bourses de recherche. La Fondation organise une Conférence scientifique internationale qui fait le point sur les connaissances relatives à une cellule de la peau, différente chaque année.
Elle anime également deux réseaux internationaux centrés sur les besoins des patients : Réseau génodermatoses et Psoriasis International Network.
Afin de mettre à la disposition de tous les praticiens et du grand public des informations thérapeutiques à jour sur la dermatologie, la Fondation met en ligne gratuitement l’ouvrage de référence « Thérapeutique Dermatologique ».
En 2006, Louis Dubertret est président de l’European Dermatology Forum, l’association des professeurs de dermatologie d’Europe et conduit une harmonisation de l’enseignement de la dermatologie au niveau des facultés de médecine européennes.
Il est également expert à l'European Union Committee of Experts on Rare Diseases.

## Prix et distinctions
- 1988 : Grand Prix Claude-Bernard pour la Recherche médicale de la Ville de Paris
- 1988 : Médaille de Vermeil de la Ville de Paris
- 1989 : Prix Galien
- 1994 :  Chevalier de l'ordre pro Merito Melitensi

## Ouvrages
- L’Homme et son programme. Denoël, Paris, 1975. Essai philosophique préfacé par Jean Fourastié.
- Les Cancers cutanés. (Encyclopédie des cancers) (dir.), Paris, Flammarion Médecine – Sciences, 1992, 583 p.
- avec Jeanmougin M. La peau et le soleil. Hermann, Paris, 1993, 116 p.
- Psoriasis, ISED Éditions du Dôme, 1993 (publié en français, anglais et italien).
- (en) avec Santus R, Morlière P. Ozone, Sun, Cancer: Molecular and Cellular Mechanisms, Prevention, Paris, Éditions Inserm, 1995, 288 p.
- contributions à L’ozone stratosphérique, Académie des Sciences, rapport no 41, Lavoisier, Technique et Documentation, 1998
- Psoriasis : de la clinique au traitement, Paris, Med’Com, 2004, 159 p. / en anglais -2005, deuxième édition 2008.
- (en) Psoriasis: consensus and controversies[21], 2006 (ouvrage d’experts en ligne)
- Soleil et santé, rapports de l’Académie Nationale de Médecine, Lavoisier, 2006, 168 p.